# Naturschutzgebiet Moorgebiet bei Bärnau
Das Moorgebiet bei Bärnau ist ein Naturschutzgebiet nahe Bärnau im Oberpfälzer Landkreis Tirschenreuth in Bayern.
Das Naturschutzgebiet befindet sich 3,3 Kilometer südöstlich von Bärnau und liegt direkt an der tschechischen Grenze, hinter der sich das Naturschutzgebiet Pavlova Huť anschließt. Es ist Bestandteil des Naturparks Nördlicher Oberpfälzer Wald, des Landschaftsschutzgebietes innerhalb des Naturparks Nördlicher Oberpfälzer Wald (ehemals Schutzzone) und des nahezu deckungsgleichen aber etwas größeren FFH-Gebietes Moorgebiet bei Bärnau.
Das 37 ha große Areal umfasst trotz seiner verhältnismäßig geringen Fläche eine große Zahl regional charakteristischer Feuchtgebietstypen. Zentrale Entwässerungsgräben konnten teilweise geschlossen und damit die moortypischen Lebensgemeinschaften erhalten und wiederhergestellt werden. Es ist ein landschaftsgeschichtlich bedeutsames, naturnahes Moorgebiet mit Hochmoorrelikten, Übergangsmoor- und Flachmoorbereichen, Moorwäldern sowie Nass- und Streuwiesen.
Das Naturschutzgebiet wurde am 18. Februar 1994 ausgewiesen.